# Sárbogárd
Sárbogárd este un oraș în districtul Sárbogárd, județul Fejér, Ungaria, având o populație de 12.758 de locuitori (2011). 

## Demografie
Componența etnică a orașului Sárbogárd
     Maghiari (96,46%)
     Romi (2,31%)
     Necunoscut (0,43%)
     Alții (0,8%)
Componența confesională a orașului Sárbogárd
     Romano-catolici (34,21%)
     Reformați (15,5%)
     Fără religie (14,99%)
     Luterani (1,41%)
     Necunoscută (33,23%)
     Alte religii (1,41%)
Conform recensământului din 2011, orașul Sárbogárd avea 12.758 de locuitori. Din punct de vedere etnic, majoritatea locuitorilor (96,46%) erau maghiari, cu o minoritate de romi (2,31%). Apartenența etnică nu este cunoscută în cazul a 0,43% din locuitori. Nu există o religie majoritară, locuitorii fiind romano-catolici (34,21%), reformați (15,5%), persoane fără religie (14,99%) și luterani (1,41%). Pentru 33,23% din locuitori nu este cunoscută apartenența confesională.